# 埃德森·塔瓦雷斯
埃德森·阿劳霍·塔瓦雷斯（1956年6月10日—）生于巴西里约热内卢，是一名巴西足球教练。他曾担任过约旦国家队和越南国家队的主教练。目前执教于橫濱FC。